# الحزه السفلى (يريم)

تعديل مصدري - تعديل

الحزه السفلى هي إحدى قرى عزلة ارياب بمديرية يريم التابعة لمحافظة إب، بلغ تعداد سكانها 1524 نسمة حسب تعداد اليمن لعام 2004.